# Quận Baker, Oregon
Baker County là một quận nằm trong tiểu bang Oregon. Tên của nó được đặt theo tên của Edward Dickinson Baker, một thượng nghị sĩ Hoa Kỳ đại diện cho Oregon bị giết chết ở Trận Ball's Bluff, một trận đánh trong Nội chiến Hoa Kỳ. Nó bị tách ra từ phần phía đông của Quận Wasco. Quận Union vàQuận Malheur khởi đầu từ Quận Baker năm 1864 và 1887 theo thứ tự vừa nói. Năm 2000, dân số của quận là 16.741. Quận lỵ của nó là Baker City.

## Lịch sử
Các nhóm người đầu tiên từ miền đông Hoa Kỳ muốn định cư tại Oregon chỉ dừng lại khu vực này trên đường đến Thung lũng Willamette mà không hề biết đến tiềm năng thịnh vượng của vùng đất họ đi qua. Ở Đồi Flagstaff, gần Baker City, 15 dặm dấu dết bánh xe ngựa của các di dân vẫn còn được trông thấy ngày nay.
Năm 1861, vàng được tìm thấy và Quận Baker trở nên một trong những vùng sản xuất vàng lớn nhất Tây Bắc Hoa Kỳ. Quặng Blue Bucket, một lớp phủ đầy vàng huyền thoại, là một phần của các câu truyện cổ tích thuộc thời kỳ này.
Ngày 22 tháng 9 năm sau đó, tức là năm 1862, Lập pháp Oregon thành lập Quận Baker từ phần phía đông của Quận Wasco. Sau đó, Quận Union và Quận Malheur lại được thành lập từ Quận Baker. Ranh giới được điều chỉnh lần cuối cùng là năm 1901 khi khu vực Sông Powder và Dãy núi Wallowa được trả về cho Quận Baker.
Quận lỵ ban đầu là ở Auburn. Lúc đầu nó là thành phố mỏ phát triển nhanh với 5.000 cư dân nhưng khi vàng khai thác hết thì dân số của Auburn giảm xuống, và công dân của quận sau cùng bỏ phiếu vào năm 1868 biến Baker City được thành lập 1874 thành quận lỵ mới.

## Địa lý
Theo Cục Điều tra Dân số Hoa Kỳ, quận có tổng diện tích là 7.999 km² (3.088 mi²). 7.946 km² (3.068 mi²) là đất và 53 km² (20 mi²) hay 0,66% là mặt nước.

### Các quận giáp ranh
- Quận Union, Oregon - (bắc)
- Quận Wallowa, Oregon - (bắc)
- Quận Grant, Oregon - (tây)
- Quận Malheur, Oregon - (nam)
- Quận Washington, Idaho - (đông)
- Quận Adams, Idaho - (đông bắc)

## Các cộng đồng

### Các thành phố hợp nhất
- Baker City
- Greenhorn (cũng được xem là một thị trấn không người)
- Haines
- Halfway
- Huntington
- Richland
- Sumpter
- Unity

### Các cộng đồng chưa hợp nhất
- Auburn
- Copperfield
- Cornucopia
- Durkee
- Keating
- McEwen
- Muddy Creek
- Oxbow
- Pocahontas
- Rock Creek
- Whitney
- Wingville